# Phytomyza disjunctivena
Phytomyza disjunctivena este o specie de muște din genul Phytomyza, familia Agromyzidae, descrisă de Gu, X în anul 1991. Conform Catalogue of Life specia Phytomyza disjunctivena nu are subspecii cunoscute.